# Herina hennigi
Herina hennigi är en tvåvingeart som beskrevs av Erich Martin Hering 1940. Herina hennigi ingår i släktet Herina och familjen fläckflugor. Inga underarter finns listade i Catalogue of Life.